# Prins Hatt under jorden
Prins Hatt under jorden är en svensk version av en folksaga som påminner om de grekiska myterna om Amor och Psyche och Orfeus och Eurydike. 
Sagan har bearbetats av många olika författare, exempelvis Åke Holmberg, Anders Anderberg och Fridtjuv Berg. Utgåvan 1899 illustrerats av Elsa Beskow. 
År 1963 omarbetades sagan av Lars Forssell och filmades som Prins Hatt under jorden. År 1980 filmades sagan som Prins Hatt under jorden. Sagan klassas enligt Aarne-Thompsons klassifikationssystem som typ 425A.
Den norska versionen heter Östan om sol och västan om måne (inte att förväxla med den svenska folksagan Östan om solen och nordan om jorden).

## Handling
En kung på hemfärd finner några förtrollade löv, som han vill ge till sin yngsta dotter. Prins Hatt, som är lövens ägare, sätter upp ett villkor för att kungen skall få löven: att den första levande varelse som kungen träffar på vid hemkomsten ska tillfalla prinsen. Dessvärre blir det dottern, och hon är tvungen att gifta sig med Prins Hatt och flytta till underjorden. Prins Hatt bär på en förtrollning; han får inte visa sitt ansikte. Tre år går, och de får tre barn; tretalet är vanligt i sagan. Prinsessan blir nyfiken på sin make och hennes styvmor övertalar henne att tjuvkika. Prinsen blir tillfångatagen av häxan och prinsessan måste rädda honom. Här skiljer sig Prins Hatt under jorden från många andra folksagor, att det är en prins som tagits till fånga och att det är en prinsessa som är den aktiva parten och som måste utföra räddningsuppdraget.